# Вражда Death Row и Ruthless
Конфликт Ruthless [Руфлесс] и Death Row [Деф Роу] — конфликт возникший в индустрии двух крупнейших в своё время студий звукозаписи, который привёл к колоссальным последствия.

## История
Эрик Линн Райт, более известный как Eazy E, был владельцем студии Ruthless Records, одним из главных продюсеров и битмейкеров Эрика был Dr.Dre, недовольный распределением гонораров на Ruthless, он желал покинуть лейбл, считая что менеджер Эрика обманывает всех. О чем видимо Эрик не знал.
По сообщению рэпера B.G.Knocc Out, бывший телохранитель и будущий основатель Death Row— Suge Knight, устроил засаду на Eazy E во время встречи в отеле запланированной с его артистом Андре «Dr.Dre» Янгом, вместе со своими головорезами вооружёнными битами и оружием направленным на Эрика. От Эрика потребовали того чтобы он подписал некоторые бумаги и тем самым бы отпустил со своего лейбла Dr.Dre и D.O.C чтобы они могли уйти к Suge’у. Как сказал Knocc Out Эрик поставил фальшивую подпись, и после этого проведя некоторую работу с бумагами, умудрялся получать ~20 % от всей деятельности Dre, о чём пару раз он упомянал в интервью. Тем самым он разозлил лейбл.
Андре и Шуг основали свой лейбл, Деф Роу выпустил под маркой Dr.Dre альбом Chronic, где сам Dre и Snoop Dogg напали на Эрика с большим количеством личных оскорблений в песне Fuck Wit Dre Day (And Everybody's Celebratin'), а также оскорблений его студии, они создали персонажа «Sleazy E» который породировал Эрика и как бы, играл роль мальчика на побегушках у менеджера Eazy Jerry Hellerа в клипе песни. Также, Warren G и Bushwick, пританцовывали со Sleazy E, и играли роль его протеже. Также в песне Puffin' on Blunts and Drankin' Tanqueray артист Деф Роу, член банды Crips Kurupt, атакует коллег Эрика по лейблу Cold187umKilla и Kokane. Nate Dogg в треке Deeez Nuts говорит противоречивые слова, видимо адресованные Эрику.
В 93-ьем году Eazy E в ответ на это, выпустил целый миниальбом посвещенный Death Row — It's On (Dr.Dre) 187um Killa, где лирически терорризирует этот лейбл, а в частности, больше всех Dre и Snoop’а, называя их «пранкерами» и «студийными гангстерами», шутя над Андре напоминая о его прошлом, когда он наносил на лицо помаду и тушь. Также Эрик в конце песне осуждает Янга за избиение женщины. В альбоме дебютировал дуэт братьев B.G.Knocc Out & Gangsta Dresta, которые в песне Real Muthaphukkin G's также поддерживают Эрика в его высказываниях против Death Row. В клипе к Real Muthaphukkin G’s Eazy и прочие демонстрируют холодное и огнестрельное оружие, на фоне члены банды South Side Compton Crips, с которыми троица имела связи, показывает свои распальцовки и символы. Также в клипе Эрик достает старые фотографии и показывает Андре где он носил помаду и тушь.
Eazy задиссил Деф Роу в таких трэках на этом альбоме как Down 2 Last Roach, где смеётся над старыми словами Янга «Я вас уверяю, я никогда не курю траву» в начале песни NWA Express Yourself, иронично в этих словах то, что новый альбом на котором Андре оскорбляет Эрика, полностью усеян упоминаниями о употреблении «травы» (chronic) и подобными символами. Также Эрик атакует Деф Роу в треках Still A Nigga ('93), Exxtra Spezial Thanks, It's On. На обложке альбома перечеркнут псевдоним Андре, что в культуре граффити является серьёзным оскорблением, а Eazy выливает на землю 40', так делали в честь чей то смерти, сам Eazy одевает популярную среди американских гангстеров обувь Converse, у стены которой стоит Эрик лежит дробовик. Во время интервью до, либо после съемок клипа, Knocc Out & Dresta также задиссили и нелестно отозвались о артистах Деф Роу Daz Dillinger, Kurupt и Nate Dogg. Учитывая что это был мини-альбом, но он почти смог догнать Chronic по наградам и стал дважды платиновым, и как Chronic в чарте Top R&B/Hip Hop Albums занял первое место. Андре с тех пор не диссил Eazy. Это означало его проигрыш и полный разгром, но другие члены Деф Роу решили продолжить конфликт. Позже, в 1994 году, вышел альбом артиста Руфлесс Kokane Funk Upon a Rhyme, где он и Cold187umKilla задиссили членов Death Row в песне Dont Bite the Phunk. Ответа не последовало.
Эрик также записал такие диссы с угрозами на Деф Роу как Wut Would U Do (feat. Dirty Red), а также Ole School Shit (feat. B.G. Knooc Out & Dresta, Sylk), Just Tah Let You Know, и дисс на Dogg Pound Switchez. Все эти диссы были записаны во время конфликта, но не были опубликованы, они позже после смерти Eazy вошли в его посмертные альбомы Str8 off tha Streetz of Muthaphukkin Compton (1996), получившей золото, и Impact of a Legend (2002).
Snoop задиссил Эрика во время интервью в своем фристайле. А дуэт Kurupt и Daz Dillinger, Dogg Pound, в октябре 1995 года, выпустил свой дебютный альбом Dogg Food на Деф Роу, где Kurupt в треке Dogg Pound Gangstaz оскорбил артистов Руфлесс Bone-Thugs-n-Harmony. А в песне What Would You Do были диссы в сторону B.G.Knocc Out и Dresta, а также лейбла Руфлесс. В клипе к песни, Деф Роу показали оскорбительную карикатуру на дуэт братьев. Эрик Райт умер в марте 1995 года, через несколько месяцев после этого.
В июле 1995 года после смерти Эрика, группа Bone Thugs выпустила свой студийный альбом названный в честь Эрика E. 1999 Eternal, где ответила Dogg Pound в диссах Mo'Murda & Shotz To Tha Double Glock. Ответа от Деф Роу не последовало.
Дуэт не видел смысла оставаться на Руфлесс, и после смерти Эрика перешёл на лейбл Def Jam, но поскольку корни конфликта растут с того времени когда они были на Руфлесс, упомняующиеся ниже события, обычно рассматриваются как часть конфликта Деф Роу и Руфлесс. В августе 1995 года Knocc Out & Dresta выпустили свой совместный альбом Real Brothas где почти во всех треках упомянули артистов Деф Роу, Dogg Pound, Dr.Dre, Snoop Dogg, Nate Dogg и задиссили их. В клипе песни DPG/K показывается как дуэт похищает своих оппонентов на улице среди белого дня. Ответа в песнях Деф Роу не последовало. Через некоторое время постепенно после развала Деф Роу, бывшие артисты двух студий начали мириться между собой.

## Насилие и разборки банд
Помимо того что, как сообщил Knocc Out, Эрику угрожал менеджер Suge Knight, члены Death Row и Ruthless, среди которых были многие члены банд, встречались в реальности, часто вооруженные, противостоя друг другу. Однажды как поведал B.G Knocc Out лагерь Ruthless из малого количества человек, встретился на премии вознаграждения с Death Row, с числом союзных сил в 300 человек. Также Toker артист Ruthless, сообщал что люди Death Row однажды в жизни пытались спровоцировать Эрика, но затем когда подъехал Toker, член мексиканской банды Surenos, с большим количеством мексиканцев, готовых по его словам убивать, члены Death Row уселись в машины и покинули место происшествия. Вооружённый лагерь Ruthless ждал их на этом месте несколько часов, если они решат вернуться. Также после выхода альбома Real Brothas B.G.Knocc Out на встречи с артистами Death Row, по его утверждению, был атакован Nate Dogg, в ходе этих событий завязалась большая драка, где B.G.Knocc Out и Dresta в меньшинстве противостояли Dogg Pound, Dresta и Knocc Out вооружённые клюшками для гольфа заставили Nate Dogg убегать от себя. Охраннику с оружием в итоге удалось остановить Dresta. Nate Dogg же утверждал обратное, и говорил что они первые спровоцировали его. Позже в ходе переговоров с одним из членов банды Kurupt’a, B.G. Knocc Out встретился со Snoop и Kurupt’ом. Существует также версия о том что Eazy E мог быть заражён инфекцией СПИДа через инъекцию в кожу одним из наёмников или людей Suge Knight. Однажды на интервью он рассказывал как можно легко убить человека. "Ты берёшь кровь человека заражённого спидом, и вкалываешь её нужному тебе человеку. Стиль Eazy E."

## Влияние и оценка
Дисс Eazy E на Dr.Dre «Real Muthaphukkin G’s» признан культовым и одним из лучших диссов в истории хип-хопа, он набрал 400 миллионов просмотров на ютубе. Альбомы и творчество Death Row и Ruthless принесло этим лейблам значительные доходы. Хотя Cold187umKilla & Kokane заявляют что «биф» между Дре и Изи, не был таким «тяжёлым» как думают фанаты.